# 紐特·岡雷
紐特·岡雷（英語：Nute Gunray）是電影《星際大戰》前傳三部曲中的角色，貿易聯邦總督，内莫伊迪亚人。複製人戰爭期間他在分離主義勢力中是僅次杜庫伯爵及格里弗斯將軍的第三號人物。該角由賽拉斯·卡森飾演。

## 人物概述
紐特·岡雷個性較為殘酷與傲慢，在複製人戰爭爆發的十年前，他當上總督後得到達斯·西帝的幕後支持，派軍侵略那卜星。但其侵略行動失敗，岡雷被銀河共和國逮捕；經過數次審判後他仍恢復貿易聯邦總督的職權。之後在杜庫伯爵發動分離主義運動時，岡雷引導了貿易聯邦加入杜庫的分裂聯盟，並派賞金獵人去刺殺佩咪·艾米達拉女王。
在《星際大戰二部曲：複製人全面進攻》中，艾米達拉和絕地武士歐比王·肯諾比、安納金·天行者一同被戰鬥機器人捕獲，在岡雷及杜庫面前將被處死，但複製人大軍前來救援，複製人戰爭爆發。
《星際大戰三部曲：西斯大帝的復仇》中當杜庫被殺後，複製人戰爭接近尾聲。格里弗斯將軍受到西帝的指示，派戰鬥機器人將岡雷與其他分裂聯盟高層一起送至穆斯塔法行星躲避。當複製人戰爭結束、達斯·西帝成功奪權後，已沒有利用價值的岡雷與其他分裂聯盟高層一同被西帝派出的達斯·維達所清算。

## 幕後創作
因《星際大戰》系列的導演喬治·盧卡斯一直對當年美國總統雷根（Ronald Reagan）将對付蘇聯提出的战略防御倡议命名为“星球大战计划”（Star Wars Program）这件事，深感不滿，於是他便將電影中的負面人物——貿易聯邦總督命名為Nute Gunray（紐特·岡雷），即雷根的反寫體。
和其他不少的《星際大戰》演員一樣，賽拉斯·卡森要靠假肢化妝來演繹紐特·岡雷這個角色。

## 外部連結
- 紐特·岡雷 （页面存档备份，存于）在星際大戰官網上的資料